# Asterix e il regno degli dei (film)
Asterix e il regno degli dei (Astérix: Le Domaine des dieux) è un film del 2014 diretto da Louis Clichy e scritto e co-diretto da Alexandre Astier.  è il nono film d'animazione tratto dalla serie a fumetti  e il primo ad essere realizzato interamente in animazione digitale in 3D. L'edizione originale vede nel cast le voci di Roger Carel, Guillaume Briat, Lionnel Astier, Serge Papagalli e Florence Foresti. Fu l'ultimo lavoro di Roger Carel prima del suo ritiro.
Co-prodotto dalla M6 Studio con Belvision, M6 Films e SNC, il film fu distribuito nelle sale francesi il 26 novembre 2014 dalla SND ricevendo recensioni generalmente favorevoli e incassando oltre 51 milioni di dollari in tutto il mondo.

## Trama
Per tentare di sottomettere il villaggio degli irriducibili galli, Giulio Cesare ordina il disboscamento della foresta che sorge vicino a esso per costruire una città, costringendo di fatto i ribelli ad adattarsi alla civiltà romana. La direzione dei lavori viene affidata al giovane architetto Angolacutus, il quale riceve il supporto del centurione Plusquamursus, che gli consiglia di disboscare la foresta di notte, evitando così le incursioni nemiche. Asterix e Obelix, notati gli alberi mancanti, chiedono aiuto a Panoramix, che fa ricrescere gli alberi precedentemente sradicati grazie a delle ghiande magiche, vanificando il lavoro dei romani. Allora Cesare, per invogliare i cittadini a recarsi nella nuova città, chiamata "Il Regno degli Dei", regala, tramite sorteggio, un alloggio ad una famiglia romana. I galli, per risolvere definitivamente il problema degli alberi, regalano la pozione magica agli schiavi dei romani, con la speranza che questi la sfruttino per liberarsi e fuggire; invece essi, dopo aver concordato col centurione un nuovo salario e la possibilità di essere liberati dopo la costruzione della città, sfruttano la pozione per costruire rapidamente alcuni edifici. Quando Asterix e Obelix si accorgono della cosa avvertono gli abitanti del villaggio che bevono la pozione magica e marciano in direzione del cantiere per distruggerlo, ma vi trovano già i primi abitanti e, essendo dei civili, sono costretti a tornare a casa. Minutus, il vincitore dell'alloggio gratuito, è costretto a rinunciare momentaneamente ad un alloggio a causa di alcuni problemi burocratici e trova riparo nel villaggio gallico grazie all'ospitalità di Beniamina, la moglie del capo del villaggio Abraracourcix. Nonostante Asterix cerchi di rendere il soggiorno dei civili che si trovano negli alloggi romani il più sgradevole possibile, alla fine sono i galli ad adattarsi ai costumi e agli usi dei romani.
Asterix, Obelix, Panoramix e Assurancetourix, contrariati dal comportamento degli abitanti del villaggio, si trasferiscono al "Regno degli Dei", rallegrando il senatore Procaccius che, assieme a Cesare, intende fare in modo che il villaggio a poco a poco si svuoti, per poi abbatterlo. Siccome le camere sono tutte occupate, il povero Minutus, a cui era stato da poco assegnato l'alloggio, è costretto a lasciare la città. In breve tempo tutti i galli lasciano il villaggio per trasferirsi in città. Asterix, Obelix e Panoramix fanno quindi ritorno al villaggio, dove trovano Minutus e la sua famiglia. Con Panoramix e il figlio di Minutus in prigione e con Obelix privo di forze a causa della fame (i cinghiali erano fuggiti tutti dopo la costruzione della città), il solo Asterix deve fronteggiare le truppe dei romani, che stanno per distruggere il villaggio. Con l'aiuto dello stesso Asterix, Minutus e sua moglie Dulcia liberano il proprio figlio e Panoramix, che prepara la pozione magica. Ma i piani del druido vanno in fumo quando tutti i galli vengono catturati, ad eccezione di Obelix che, dopo un lauto banchetto, riesce a far recapitare in tempo la pozione ai suoi amici, che si liberano e distruggono la città. Minutus, salutati i suoi amici galli, fa ritorno a Roma, dove l'ex senatore Procaccius, Angolacutus e l'ex centurione Plusquamursus vengono costretti a diventare dei gladiatori. I Galli, come al solito, festeggiano l'ennesima vittoria sugli invasori con un banchetto ma questa volta sulle macerie della città romana mentre pian piano branchi di cinghiali ripopolano la foresta.

## Distribuzione

### Edizione italiana
Il doppiaggio italiano fu realizzato dalla Studio Asci e diretto da Carlo Valli, anche autore dei dialoghi. L'unico membro del cast vocale del film precedente a tornare nel proprio ruolo fu Marco Mete, voce del protagonista, mentre Michele Kalamera riprende il ruolo di Cesare a 31 anni da Le 12 fatiche di Asterix. Come spesso accade nei film della serie, i legionari e il centurione Plusquamursus vengono caratterizzati in romanesco.

## Sequel
- Asterix e il segreto della pozione magica (Astérix : Le Secret de la potion magique, 2018)[1]